# Acer pseudowilsonii
Acer pseudowilsonii — вид клена, який є ендеміком північного Таїланду (Національний парк Дой Фу Кха).
Дерево до 30 метрів заввишки, яке росте у помережаних гірських лісах. Листки зелені; стають від жовтувато-коричневих до червоних. Молоді плоди світло-зелені.